# Zara Rutherford
Zara Rutherford (Brussel·les, 5 de juliol de 2002) és una aviadora belgobritànica. Es féu conéixer internacionalment durant el 2022 ja que esdevingué la pilot més jove que haja pegat la volta al món en solitari i alhora la primera dona en realitzar-ho a bord d'un ultralleuger. El seu viatge va començar a la ciutat belga de Kortrijk el 18 d'agost del 2021, i es va finalitzar el 20 de gener del 2022 tornant a la mateixa ciutat.